# James T. Kloppenberg
James T. Kloppenberg (Denver, 23 giugno 1959) è uno storico statunitense, Charles Warren professor di storia americana e internazionale all'Università di Harvard.
È membro del Carnegie Council for Ethics in International Affairs.
Laureatosi con lode al Dartmouth College e alla Stanford University con un master e un dottorato di ricerca nel 1980, fu nominato Pitt professor all'Università di Cambridge, insegnando all'École des hautes études en sciences sociales di Parigi e alla Università di Brandeis.
Vie con la  moglie Mary a Wellesley, nel Massachusetts.

## Riconoscimenti
- 1978-1980: Danforth Fellowship
- 1978-1979: Whiting Fellowship
- 1991: Guggenheim Fellowship [4]
- 1982-1983: American Council of Learned Societies Fellowship
- 1987: Merle Curti Award
- 1999-2000: National Endowment for the Humanities Fellowship